# Tuffi ai campionati europei di nuoto 2008 - Trampolino 1 metro maschile
Il concorso del trampolino 1 metro maschile si è svolto il 18 e 19 marzo 2008 al Pieter van den Hoogenband Zwemstadion di Eindhoven, nei Paesi Bassi e vi hanno partecipato 22 atleti.

## Formato
Alle semifinali sono stati ammessi i 12 tuffatori meglio classificati nel turno preliminare. In semifinale gli atleti sono stati divisi in due gruppi di 6 componenti; i primi tre classificati di ciascun gruppo si sono qualificati alla finale.

## Programma
| Data          | Ora (UTC+1) | Turno        |
| ------------- | ----------- | ------------ |
| 18 marzo 2008 | 21:00       | Preliminari  |
| 19 marzo 2008 | 12:00       | Semifinale A |
| 19 marzo 2008 | 13:00       | Semifinale B |
| 19 marzo 2008 | 16:30       | Finale       |

## Medaglie
| Posizione | Atleta             | Paese     |
| --------- | ------------------ | --------- |
| Oro       | Illja Kvaša        | Ucraina   |
| Argento   | Joona Puhakka      | Finlandia |
| Bronzo    | Cristopher Sacchin | Italia    |

## Risultati
In verde sono indicati i finalisti
| Class   | Tuffatore            | Nazione     | Preliminare | Preliminare | Semifinale      | Semifinale      | Semifinale      | Finale          | Finale          |
| Class   | Tuffatore            | Nazione     | Punti       | Class       | Gruppo          | Punti           | Class           | Punti           | Class           |
| ------- | -------------------- | ----------- | ----------- | ----------- | --------------- | --------------- | --------------- | --------------- | --------------- |
| Oro     | Illja Kvaša          | Ucraina     | 423,00      | 1           | B               | 408,60          | 1               | 454,65          | 1               |
| Argento | Joona Puhakka        | Finlandia   | 390,50      | 3           | B               | 371,40          | 2               | 432,80          | 2               |
| Bronzo  | Cristopher Sacchin   | Italia      | 398,65      | 2           | A               | 408,65          | 1               | 423,80          | 3               |
| 4       | Yury Shlyakhov       | Ucraina     | 389,90      | 4           | A               | 359,80          | 2               | 405,40          | 4               |
| 5       | Nicola Marconi       | Italia      | 346,25      | 8           | A               | 350,75          | 3               | 403,30          | 5               |
| 6       | Alexander Gorshkov   | Russia      | 337,25      | 11          | B               | 351,30          | 3               | 334,45          | 6               |
| 7       | Jurij Kunakov        | Russia      | 345,95      | 9           | B               | 350,40          | 4               | Non qualificati | Non qualificati |
| 8       | Timo Klami           | Norvegia    | 343,15      | 10          | A               | 343,25          | 4               | Non qualificati | Non qualificati |
| 9       | Christian Loffler    | Germania    | 349,30      | 7           | B               | 322,90          | 5               | Non qualificati | Non qualificati |
| 10      | Alexander Andresen   | Svezia      | 325,85      | 12          | A               | 314,85          | 5               | Non qualificati | Non qualificati |
| 11      | Javier Illana        | Spagna      | 372,25      | 5           | B               | 311,90          | 6               | Non qualificati | Non qualificati |
| 12      | Constantin Blaha     | Austria     | 353,65      | 6           | A               | 311,80          | 6               | Non qualificati | Non qualificati |
| 13      | Sergei Kuchmasov     | Bielorussia | 319,75      | 13          | Non qualificati | Non qualificati | Non qualificati | Non qualificati | Non qualificati |
| 14      | Yorick de Bruijn     | Paesi Bassi | 317,10      | 14          | Non qualificati | Non qualificati | Non qualificati | Non qualificati | Non qualificati |
| 15      | Timofei Hordeichik   | Bielorussia | 314,50      | 15          | Non qualificati | Non qualificati | Non qualificati | Non qualificati | Non qualificati |
| 16      | Ville Vahtola        | Finlandia   | 314,15      | 16          | Non qualificati | Non qualificati | Non qualificati | Non qualificati | Non qualificati |
| 17      | Andrzej Rzeszutek    | Polonia     | 311,95      | 17          | Non qualificati | Non qualificati | Non qualificati | Non qualificati | Non qualificati |
| 18      | Michel Annas         | Germania    | 301,60      | 18          | Non qualificati | Non qualificati | Non qualificati | Non qualificati | Non qualificati |
| 19      | Vilmar Aarding       | Paesi Bassi | 297,60      | 19          | Non qualificati | Non qualificati | Non qualificati | Non qualificati | Non qualificati |
| 20      | Stanislaw Stanio     | Polonia     | 268,60      | 20          | Non qualificati | Non qualificati | Non qualificati | Non qualificati | Non qualificati |
| 21      | Ignas Barkauskas     | Lituania    | 244,55      | 21          | Non qualificati | Non qualificati | Non qualificati | Non qualificati | Non qualificati |
| 22      | Kristoffer Jorgensen | Norvegia    | 205,10      | 22          | Non qualificati | Non qualificati | Non qualificati | Non qualificati | Non qualificati |